# Eduardo Mendoza
Eduardo Mendoza Garriga (Barcellona, 11 gennaio 1943) è uno scrittore spagnolo.
Il suo stile narrativo, semplice e diretto, ricorre all'uso del linguaggio popolare influenzato da arcaismi e ricercatezze lessicali. Le sue opere sono ricche di personaggi che, sempre rimanendo ai margini della società, la osservano con occhio critico mentre lottano per sopravvivere.
L'opera letteraria di Mendoza, inaugurata nel 1975 con la pubblicazione di La verità sul caso Savolta (La verdad sobre el caso Savolta), è generalmente ambientata nella sua città natale, Barcellona, descritta sia in epoche anteriori alla Guerra Civile sia nell'attualità. Nel 2010 è stato insignito del premio Planeta per il suo romanzo Riña de gatos. Madrid 1936 e nel 2016 del premio Cervantes.

## Biografia

### 1975 - 1990: Prime opere
Figlio di un procuratore, Eduardo Mendoza Arias-Carvajal, e di una casalinga, Cristina Garriga Alemany, nasce a Barcellona l'11 gennaio 1943. Studia un anno in una scuola delle monache di Nuestra Señora de Loreto, un altro presso le Mercedarias e, a partire dal 1950, nel collegio degli Hermanos Maristas. Dopo essersi laureato in Diritto nel 1965 all'Università Autonoma di Barcellona, inizia a viaggiare per l'Europa e, l'anno seguente, consegue una borsa di studio in Sociologia a Londra. Al suo ritorno, nel 1967, comincia ad esercitare come avvocato nello studio di consulenza giuridica del Banco Condal, che abbandona nel 1973 per lavorare a New York, dove vivrà fino al 1982, come interprete all'ONU.
Nel 1975 pubblica il suo primo romanzo, La verità sul caso Savolta (La verdad sobre el caso Savolta). Quest'opera prima, in cui è evidente la sua abilità nell'uso di differenti stili narrativi, lo rende famoso e fa rientrare la sua produzione nel campo di interesse di numerosi studi riguardanti il romanzo spagnolo post-franchista. Il romanzo attrae l'attenzione del pubblico e nel 1976 vince il Premio della Critica. Entra, inoltre, nella lista delle letture scolastiche obbligatorie, viene tradotto in numerose lingue e, nel 1980 viene portato sugli schermi.
Nel 1979 è pubblicato Il mistero della cripta stregata (El misterio de la cripta embrujada) e nel 1982 Il labirinto delle olive (El laberinto de las aceitunas). Entrambi seguono il modello della narrativa poliziesca, anche se il protagonista è un detective senza nome rinchiuso in manicomio. L'anonimia, caratteristica peculiare del personaggio, è il simbolo della sua assoluta marginalità. La saga, che prosegue nel 2001 con la pubblicazione de Il tempio delle signore (La aventura del tocador de señoras), e nel 2012 con O la borsa o la vita (El enredo de la bolsa y la vida), non può essere assimilata alla classica letteratura poliziesca: il protagonista non ricompare sempre uguale a se stesso, ma la sua vita e le sue idee cambiano nel corso della storia.
Nonostante il successo come scrittore, tra il 1983 e il 1989 Mendoza continua a lavorare come traduttore per alcuni organismi internazionali a Ginevra, a Vienna e in altre città. Nel 1986 pubblica La città dei prodigi (La ciudad de los prodigios), romanzo in cui mostra l'evoluzione sociale e urbana di Barcellona nel periodo tra le due esposizioni universali del 1888 e del 1929. Da quest'opera, considerata dalla critica l'apice del suo percorso letterario, e scelta dalla rivista francese Lire come miglior libro del 1988, viene tratto nel 1999 un film diretto da Mario Camus e interpretato da Emma Suárez e Olivier Martínez.
Il libro seguente, L'isola inaudita (La isla inaudita), pubblicato nel 1989, segna un cambiamento nell'abituale stile narrativo, dal momento che usa la città di Venezia come scenario principale. Negli anni successivi, sul giornale El País escono a puntate due suoi romanzi: il primo nel 1990, Nessuna notizia di Gurb (Sin noticias de Gurb), e il secondo nel 2001, El último trayecto de Horacio Dos. Al 1991 risale la sua prima incursione nel mondo del teatro, con l'esordio dell'opera in catalano Restauraciò al Teatro Romea di Barcellona, poi riadattata in spagnolo e rappresentata l'anno successivo a Madrid.

### 1992 - attualità: Consolidamento nella narrativa spagnola
Nel 1992 pubblica L'anno del diluvio (El año del diluvio), ambientato in un paese catalano governato da un despota franchista. Il romanzo vince la terza edizione del premio letterario della rivista Elle nel 1993. Due anni dopo, comincia a dare lezioni all'Università Pompeu Fabra di Barcellona. Coniugando il lavoro di professore e l'attività letteraria, pubblica nel 1996 Una comedia ligera, ambientata nella Barcellona del dopoguerra spagnolo. L'opera vince il premio come miglior libro straniero, assegnato in Francia nel 1998.
Nel 1999 Mario Camus trae un film dal suo romanzo La città dei prodigi (La ciudad de los prodigios). Nel 2004, inoltre, esce El año del diluvio, film tratto dall'omonimo romanzo mendoziano e diretto da Jaime Chávarri.
Il tempio delle signore (La aventura del tocador de señoras) è pubblicato nel gennaio del 2001 e costituisce il terzo volume delle avventure dell'anonimo detective, espulso dal manicomio in cui era rinchiuso e trasformato in parrucchiere. Viene premiato a Madrid come miglior libro del 2002. Nell'agosto dello stesso anno ripete la formula di Nessuna notizia di Gurb (Sin noticias de Gurb), pubblicando a puntate in Spagna El último trayecto de Horacio Dos. A novembre pubblica con la casa editrice Omega Baroja, la contradicción, un saggio biografico sulla figura dello scrittore Pío Baroja.
Comincia, dunque, un intenso periodo di pubblicazioni: nel 2003 Barcelona modernista, nel 2006 Mauricio o las elecciones primarias, nel 2008 El asombroso viaje de Pomponio Flato, nel 2010 Madrid 1936, nel 2012 El enredo de la bolsa y la vida e nel 2015 El secreto de la modelo extraviada.
Il 30 novembre 2016 Mendoza è insignito del Premio Cervantes.

## Caratteristiche dell'opera

### Modelli letterari
Mendoza appartiene alla generazione postmoderna: una delle caratteristiche principali della sua opera è, infatti, la mutua influenza di generi letterari, attraverso la mescolanza di letteratura solenne con quella popolare e con il cinema di serie B. Le sue alternative stilistiche vanno dalla satira al genere umoristico e all'esperpento, non limitandosi alla sola narrativa: l'autore ha esplorato altri percorsi artistici, come la saggistica, il teatro e i racconti brevi.
Alcuni dei suoi punti di riferimento sono Baroja e Valle Inclán, tanto per i loro meriti letterari quanto per la prossimità temporale, e il genere noir. Mendoza ritiene le convenzioni di quest'ultimo molto utili per la costruzione del romanzo assurdo: il filo conduttore dei suoi libri è, infatti, il genere poliziesco. Esso viene rielaborato in modo originale e scanzonato, arrivando perfino a creare racconti criminali senza crimini. Solitamente, queste storie inverosimili si sviluppano sullo sfondo di città dai connotati astratti e mitici, in particolare Barcellona e Venezia.

### La rappresentazione dello spazio urbano
L'immagine letteraria della città ha subito numerosi cambiamenti nel corso del tempo: dalla statica rappresentazione di una comunità è divenuta il dinamico simbolo dell'esperienza individuale. Dalla comunità urbana, infatti, emerge nella letteratura contemporanea la figura di un individuo isolato, frustrato e alienato. La stessa città diviene un luogo in costante trasformazione.
Mendoza, in particolare, tratta lo spazio urbano distorcendolo e trasformandolo in un luogo esperpentico e grottesco, popolato da personaggi che divengono non solo lo sfondo pittoresco dei romanzi, ma anche i loro protagonisti. La città continua ad essere riconoscibile per il lettore: i nomi delle vie menzionate dal narratore rispecchiano la sua planimetria ed è possibile tracciare il percorso attraverso il quale si muovono i personaggi. La distorsione dello spazio urbano consiste, piuttosto, nella scelta di una prospettiva diversa dal solito. Ciò avviene, ad esempio, ne Il mistero della cripta stregata o ne Il labirinto delle olive.
Per capire l'importanza dello spazio urbano, basta prendere ad esempio tre romanzi: La città dei prodigi, La verità sul caso Savolta e Una comedia ligera. Il primo rappresenta Barcellona nel periodo compreso tra il 1888 e il 1929, anno in cui termina la sua "Età d'oro"; il secondo ritrae la città nel periodo delle rivolte anarchiche, in cui si confrontano la borghesia industriale e il proletariato; l'ultimo colloca lo spazio barcellonese nel 1948, quando Franco è già al potere. In queste opere la città non è un semplice setting, ma il risultato della stretta relazione tra la storia e la vita.

### I personaggi
Eduardo Mendoza crea un tipo di narrativa nuovo nel panorama letterario spagnolo: colloca il mondo fittizio dei suoi romanzi all'interno di un contesto socio-culturale reale, mescola personaggi immaginari e storici, fatti inventati e realmente accaduti. La sua narrativa è ricca di una grande varietà di protagonisti, rappresentanti di differenti classi sociali, dall'alta borghesia capitalista, alla classe media, al proletariato urbano. Ciò rende difficile inserire le sue opere all'interno di una categoria specifica, che sia quella del romanzo poliziesco, del romanzo sociale o a sfondo politico.
Mendoza utilizza i suoi personaggi, soprattutto il detective senza nome, per fare satira sulla Spagna contemporanea. Essi non offrono soluzioni ai problemi della società, ma sottolineano le assurdità che dominano la vita spagnola del Ventesimo secolo: il fatto che un ex rinchiuso in un manicomio venga a capo di casi che neppure gli agenti dei servizi segreti riescono a risolvere, ne è un chiaro esempio. I protagonisti dell'universo mendoziano appaiono, dunque, distorti e trasformati in modo grottesco: la prostituta, l'extraterrestre, il trio di uomini dall'aspetto strampalato. In questo modo, il mondo rappresentato sembra essere il nostro ma, al tempo stesso, non lo è.

## Opere
- La verità sul caso Savolta (La verdad sobre el caso Savolta, 1975), traduzione di Gianni Guadalupi, Milano, Feltrinelli, 1998, ISBN 9788807815171
- Il mistero della cripta stregata (El misterio de la cripta embrujada, 1979), Milano, Feltrinelli, 2004, ISBN 9788807812156
- El laberinto de las aceitunas (1982)
- La città dei prodigi (La ciudad de los prodigios, 1986), traduzione di Claudio M. Valentinetti, Milano, Longanesi, 1987; traduzione di Gina Maneri, Firenze, Giunti, 2009, ISBN 8809805194
- L'isola inaudita (La isla inaudita, 1989), traduzione di Olivo Bin, Milano, Feltrinelli, 1991, OCLC 882084662
- Nessuna notizia di Gurb (Sin noticias de Gurb, 1990), traduzione di Gianni Guadalupi, Milano, Feltrinelli, 2007, ISBN 9788807812231
- Restaurazione (Restauració, 1990), traduzione di Cecilia Galzio, Messina, A. Lippolis, 1996, BNI 97-6004
- L'anno del diluvio (El año del diluvio, 1992), Genova, Le Mani, 1994, ISBN 88-8012-014-X
- Una comedia ligera (1996)
- Il tempio delle signore (La aventura del tocador de señoras, 2001), traduzione di Michela Finassi Parolo, Milano, Feltrinelli, 2004, ISBN 8807818132
- El último trayecto de Horacio Dos (2001)
- Baroja, la contradicción (2001)
- Barcelona modernista (2003)
- Mauricio o las elecciones primarias (2006)
- L'incredibile viaggio di Pomponio Flato (El asombroso viaje de Pomponio Flato, 2008), traduzione di Francesca Lazzarato, Firenze, Giunti, 2008, ISBN 8809805747
- Città sospesa (Riña de gatos - Madrid 1936, 2010), traduzione di Francesca Pe', Milano, DeA Planeta, 2018, ISBN 9788851166366
- O la borsa o la vita (El enredo de la bolsa y la vida, 2013), traduzione di D. Manera, Milano, Feltrinelli, 2013, ISBN 8807019353
- El secreto de la modelo extraviada (2015)

## Riconoscimenti
- 1975: Premio della Critica per La verità sul caso Savolta.
- 1987: Premio Città di Barcellona per La città dei prodigi.
- 1988: Premio al Miglior Libro dell'Anno, Rivista "Lire" (Francia) per La città dei prodigi.
- 1988: Finalista[oppure vincitore? Vediː  Grinzane, segno del passato (PDF), in IllustratoFIAT, n. 2, febbraio 1988,  p. 37. ] del Premio Grinzane Cavour nella categoria Narrativa Straniera (Italia) per La città dei prodigi.
- 1988: Finalista del Premio Médicis y Femina (Francia) per La città dei prodigi.
- 1992: Vincitore della III Edizione del Premio delle Lettrici della rivista "Elle" con L'anno del diluvio.
- 1998: Premio al Miglior Libro Straniero (Francia) per Una comedia ligera.
- 2002: Premio al Miglior Libro dell'Anno, assegnato dall'Associazione dei Librai di Madrid, per Il tempio delle signore.
- 2007: Premio Fundazione José Manuel Lara per Mauricio o las elecciones primarias.
- 2009: Premio Piuma d'Argento per L'incredibile viaggio di Pomponio Flato.
- 2010: Premio Planeta per Riña de gatos. Madrid 1936.
- 2015: Premio Franz Kafka
- 2016: Premio Cervantes
- 2025: Premio Principessa delle Asturie